# Livbåt (film)
Livbåt (engelska: Lifeboat) är en amerikansk film som hade biopremiär i USA den 12 januari 1944, i regi av Alfred Hitchcock.

## Handling
Handlingen utspelas helt och hållet i en livbåt ute på Nordatlanten där några brittiska och amerikanska passagerare och en tysk marinofficer samsas efter att deras fartyg respektive ubåt sänkts av varandra.
Alfred Hitchcock gör ett cameoframträdande i filmen då han förekommer i en annons för ett bantningsmedel i en tidning i livbåten.

## Rollista
- Tallulah Bankhead - Constance
- William Bendix - Gus
- Walter Slezak - Willy
- Mary Anderson - Alice MacKenzie
- John Hodiak - John Kovac
- Henry Hull - Charles S. Rittenhouse
- Heather Angel - fru Higgins
- Hume Cronyn - Stanley Garret
- Canada Lee - George

### Fotnoter
1. ↑  ”Lifeboat” (på engelska). Box Office Mojo. 12 januari 1944. http://www.boxofficemojo.com/movies/?id=lifeboat.htm. Läst 17 september 2016.